# Sterol O-acyltransferase
Sterol O-acyltransferase of Acyl-CoA cholesterol acyltransferase of kortweg ACAT is een belangrijk enzym dat cholesterolesters vormt uit vrij cholesterol en acyl-CoA. Dit is van belang, omdat vrij cholesterol in celmembranen soms toxisch is.